# Vassel
Vassel é uma comuna francesa na região administrativa de Auvérnia-Ródano-Alpes, no departamento Puy-de-Dôme. Estende-se por uma área de 2,95 km². Em 2010 a comuna tinha 296 habitantes (densidade: 100,3 hab./km²).